# Ópera Islandesa
La Ópera Islandesa (en islandés, Íslenska óperan) es una institución musical dedicada a la ópera y el canto lírico. Fue fundada en 1978. Desde 2011 su sede se encuentra en el edificio Harpa de Reikiavik, la capital de Islandia. Produce entre dos y cuatro óperas anuales. En su historia ha montado 43 óperas. Su actual director es Stefán Baldursson.

## Historia
La historia de la Ópera Islandesa se remonta a finales de los años 1970. La fundó un grupo de cantantes liderados por Garðar Cortes en 1978, interpretando Pagliacci de Leoncavallo en marzo de 1979. El mismo grupo creó los Patrones de la Ópera Islandesa el 3 de octubre de 1980. 
Su primera sede fue el antiguo cinema Gamla Bíó en la calle Ingólfsstræti, en el centro de Reikiavik. La primera obra que montó la Ópera Islandesa fue El barón gitano del compositor austriaco Johann Strauss el 9 de enero de 1982.
En sus años de servicio ha montado 43 óperas, de autores consagrados como Verdi o Britten, pero también de nuevos autores islandeses. A 2013, han asistido a sus representaciones 300.000 personas.